# 奎特曼 (德克薩斯州)
奎特曼（英語：Quitman）是一個位於美國德克薩斯州伍德縣的城市。根據2010年美國人口普查，該地共人口1809人，而該地的面積約為4.80平方千米。同時該地也是伍德縣的縣治。

## 地理
奎特曼的座標為32°47′46″N 95°26′40″W / 32.79611°N 95.44444°W，而該地的平均海拔高度為126米（即413英尺）。